# Ocell del paradís corbí de l'illa d'Obi
L'ocell del paradís corbí de l'illa d'Obi (Lycocorax obiensis) és un ocell de la família dels paradiseids (Paradiseidae).

## Hàbitat i distribució
Habita boscos i manglars de les terres baixes de les illes d'Obi i la propera Bisa, a les Moluques septentrionals.

## Taxonomia
Lycocorax obiensis era, fins fa poc, considerada una subespècie de Lycocorax pyrrhopterus. Actualment són considerades espècies diferents arran Eaton et al. (2016)